# Nationaal Evangelisch Verband
Het Nationaal Evangelisch Verband was een buitenparlementaire politieke organisatie die tussen 1966 en 1972 het Gereformeerd Politiek Verbond (GPV) steunde en bestond uit niet-vrijgemaakte leden. In de periode dat het NEV met het GPV samenwerkte telde de groepering zo'n 300 leden. 

## Ontstaan
Het GPV was alleen voor leden van de Gereformeerde Kerken (vrijgemaakt). Sympathisanten van buiten deze kerken konden geen lid van die partij worden. In 1966 richtten twee verontruste ARP'ers, Prof. dr. J.P.A. Mekkes en dr. P. Siebesma, daarom het Nationaal Evangelisch Verband (NEV) op. Ze werden hierbij gesteund door enkele prominente GPV'ers, zoals Piet Jongeling en Bart Verbrugh.   
De meeste GPV'ers waren echter tegen samenwerking. Men vreesde voor een conflict met de vrijgemaakte achterban als het NEV een gelijkwaardige positie in de partij zou krijgen. 

## Conflict met het GPV
Toen het NEV om officiële erkenning vroeg door middel van een lijstineenschuiving, besloot het GPV met deze niet-vrijgemaakte sympathisanten om de tafel te gaan zitten. De gevreesde ruzie werd werkelijkheid: dominees (o.a. ds. Joh. Francke en ds. P. van Gurp) zegden hun lidmaatschap van het GPV op. Er barstte een heftige discussie los. De Generale Verbondsraad (GVR), het partijbestuur van het GPV, besloot in 1971 niet over te gaan tot een lijstineenschuiving. 
Het NEV trok hierna haar conclusies en besloot zich te gaan richten op de verontruste ARP'ers en CHU'ers die zich niet thuis voelden binnen hun partijen. Als reactie hierop stopte in mei 1972 het GPV alle verdere samenwerking met het NEV. 
In augustus 1972 werd het NEV een zelfstandige politieke organisatie. Sommige leden van het NEV, waaronder Mekkes, stelden dit niet op prijs. Zij wilden liever aansluiting blijven zoeken bij het GPV en richtten de Stichting voor Nationale Christelijke Politiek op. De stichting werd in 1980 opgeheven.

## Oprichting RPF
Het NEV trok intussen weer andere groeperingen aan, zoals de in 1970 opgerichte Gespreksgroep AR-gezinden en het in 1972 opgerichte Anti-Revolutionair Jongeren Contact (ARJC), dat tegenwicht wilde bieden aan de ARJOS, de radicale jongerenafdelingen van de ARP. 
Op 26 oktober 1974 hielden zij een conferentie in hotel Monopole te Amersfoort. Na veel discussie over de grondslag werd op 15 maart 1975 de Reformatorische Politieke Federatie (RPF) opgericht. In 2001 zou de grootste wens van het NEV alsnog in vervulling gaan, toen de RPF en het GPV alsnog samengingen in de ChristenUnie.